# بونگ ته گیو
بونگ ته گیو (کره‌ای: 봉태규؛ زادهٔ ۱۹ مه ۱۹۸۱) بازیگر اهل کره جنوبی است.

## فیلم‌شناسی

### مجموعه تلویزیونی
| سال       | عنوان                                                          | نقش          | توضیحات                |
| --------- | -------------------------------------------------------------- | ------------ | ---------------------- |
| ۲۰۰۳      | گربه‌های روی بام                                                | نام جونگ وو  |                        |
| ۲۰۰۳      | بی‌وقفه ۴                                                       |              |                        |
| ۲۰۰۴      | تلاش میلیون دلاری خانم کیم                                     | کیم بونگ گیو |                        |
| ۲۰۰۴      | بالاد رود هان                                                  | چوی کانگ سو  |                        |
| ۲۰۰۷      | اگر عاشق مثل آنها                                              |              |                        |
| ۲۰۰۸      | مامان شاغل                                                     | پارک جه سونگ |                        |
| ۲۰۱۰      | ذائقه شخصی                                                     | لی وون هو    | حضور افتخاری           |
| ۲۰۱۲      | دراما سیتی: نگران نباش من روحم                                 | مون گی       |                        |
| ۲۰۱۵      | درامای ویژه کی‌بی‌اس: قطارها در ایستگاه نوریانگ‌جین متوقف نمی‌شوند | مو هی جون    |                        |
| ۲۰۱۸      | بازگشت                                                         | کیم هاک بوم  |                        |
| ۲۰۱۹      | دکتر کارآگاه                                                   | هو مین کی    |                        |
| ۲۰۲۰–۲۰۲۱ | پنت‌هاوس: جنگ در زندگی                                          | لی کیو جین   | فصل ۱–۳                |
| ۲۰۲۲      | ستاره‌های دنباله‌دار                                             | سونگ وو جو   | حضور افتخاری (قسمت ۱۳) |
| ۲۰۲۳      | پاندورا: زیر بهشت                                              | کو سونگ چان  | [ ۷ ]                  |